# Nicolas François Berteaux
Pour les articles homonymes, voir Berteaux.
Nicolas François Berteaux est un homme politique français né le 10 octobre 1743 à Metz (Moselle) et décédé le 3 mai 1820 au même lieu.

## Biographie
Secrétaire de l'administration provinciale, puis secrétaire général de la préfecture de Metz, il est député de la Moselle de 1803 à 1808.

## Sources
- Ressource relative à la vie publique :   - Base Sycomore
- « Nicolas François Berteaux », dans Adolphe Robert et Gaston Cougny, Dictionnaire des parlementaires français, Edgar Bourloton, 1889-1891 [détail de l’édition]